# Pardamean Ajibata
Pardamean Ajibata is een bestuurslaag in het regentschap Toba Samosir van de provincie Noord-Sumatra, Indonesië. Pardamean Ajibata telt 1468 inwoners (volkstelling 2010).